# Linia kolejowa Weißenfels – Zeitz
Linia kolejowa Weißenfels – Zeitz – jednotorowa linia kolejowa w Niemczech, w kraju związkowym Saksonia-Anhalt. Biegnie z Weißenfels przez Teuchern do Zeitz i jest jedną z głównych linii Burgenlandbahn.

## Historia
Linia kolejowa Weißenfels – Zeitz została otwarta w 1859 między Weißenfels, Zeitz i Gerą przez Thüringische Eisenbahn-Gesellschaft. W 1882 zarządzanie linią zostało przejęte przez Pruskie koleje państwowe. W swoich pierwszych latach, linia była używana głównie do transportu towarów przemysłowych z Zeitz w kierunku Halle i Erfurtu. Dziś łączy linie Halle – Bebra i Leipzig – Probstzella.